# Svizzera all'Eurovision Song Contest 1964
La Selezione Svizzera per l'Eurofestival 1964 si svolse nel 1964.

## Canzoni in ordine di presentazione
| Posizione | Canzone              | Artista                |
|           | Mandolino            | Anita Traversi         |
|           | Amore in Ticino      | Georges Pilloud        |
|           | Le temps d'aimer     | Jean-Pierre & Nathalie |
|           | Allround cha-cha-cha | Ulla Rafael            |
|           | Rêverie              | Jo Roland              |
| 1.        | I miei pensieri      | Anita Traversi         |